# Росица Николова
Росица Николова е българска поп певица, станала известна през 60-те години на 20-ти век с песента „Морското момиче Варна“, композиция на Димитър Вълчев. Въпреки че е от певиците с краткотрайна кариера, тя оставя трайна следа в историята на българската попмузика.

## Биография
Росица Николова е родена на 6 декември 1941 г. в Бургас. Завършва руска филология в Софийския държавен университет. Още като ученичка започва да пее в родния си град и става солистка на оркестъра, ръководен от Кирил Дончев. По-късно като студентка в София пее с Биг бенда към Студентския дом с диригент Димитър Ганев, а малко по-късно – и с оркестър „Мелоди“ с ръководител Развигор Попов.
В началото на 60-те години сключва брак с Милчо Левиев, от когото има дъщеря, и става солистка на ЕОБРТ (Естрадния оркестър на българското радио и телевизия), дирижиран от Милчо Левиев. Лауреат е на Световния фестивал на младежта и студентите в Хелзинки през 1962 г. Първият ѝ запис в БНР е на песента „Пее обичта“ – м. Йосиф Цанков (1960) г.
Росица Николова става популярна с песента на Димитър Вълчев „Морското момиче Варна“ (1962), която записва с ЕОБРТ под диригентството на Милчо Левиев. Сред най-популярните ѝ песни са: „Ний пак сме влюбени“ – м. Милчо Левиев, т. Росен Василев (1962), „Помни, че те чакам“ – м. Емил Георгиев, т. Михаил Мишев (1963), „Върни се в Несебър“ – м. Тончо Русев (1963).
В края на 1964 г. прекъсва певческата си кариера, а последната песен, която записва в БНР, е „Москва сред звездите“ – м. Ангел Заберски.
След оттеглянето си от музикалната сцена Росица Николова работи като завеждащ секция „Естрадно изкуство“ при СМД и има важен принос за организирането на джаз-клуба в София и Първия преглед на българските джазови оркестри, както и за всички публични изяви, свързани с джаза в България през 70-те години. 
През 80-те години работи в Софийската опера като уредник, по-късно като преводач и коректор на книги.
Умира в София на 21 август 2014 г.

## Песни, издавани на плочи
- 1963 – „Пее Райна Денева“/„Пее Росица Николова“ (ЕР, Балкантон – 5580)[2]
- В периода 1961 – 1964 г. има записани песни в сборни малки плочи и единични песни в сборни дългосвирещи плочи /LP/.